# Математическая гипотеза (физика)
Математи́ческая гипо́теза в физике — форма научной гипотезы, один из методов познания, широко используемый в теоретической физике, заключающийся в распространении на новую, неисследованную область известных математически выраженных законов из какой-либо из смежных областей в видоизменённой форме.
В отличие от классической естественнонаучной гипотезы, которая, как правило, нацелена на непосредственное выявление характерных черт исследуемого объекта или явления, математическая гипотеза исходит из предположения об общности между исследованными и неисследованными объектами или явлениями. Таким образом, математическая гипотеза формулирует закон для достаточно широкого класса объектов или явлений, для частных случаев которого ищутся физические интерпретации, выводятся следствия, которые, возможно, проверяются посредством эксперимента. Математическая гипотеза с подтверждённой предсказательной силой, перерастает в систематическую теорию.
Хотя в разработке классических разделов отмечены лишь элементы метода математической гипотезы, в современных направлениях он является основным, соответствующим представлению о предмете теоретической физики как интерпретации математического аппарата. Особую актуальность метод обретает в условиях микромира и мегамира, когда чувственный опыт макромира теряет действенность.

## Типология
Выделяются несколько типов математических гипотез в физике:
- видоизменяющие, обобщающие известные уравнения — вводящие новые компоненты, составляющие,
- вводящие в уравнения величины другой природы или другого характера,
- рассматривающие новые граничные, краевые, предельные условия,

а также их комбинации.
Например, уравнения Максвелла, которые сформулированы путём введения в ранее известные соотношения, описывающие электромагнитные явления, новой компоненты — тока смещения — обобщили ранее известные закономерности, при этом не было введено новых классов величин или других граничных условий. Электронная версия уравнений Максвелла, построенная Лоренцем — пример введения величины иной природы без видоизменения закона. Также характерно рассмотрение величин другой природы в уравнениях квантовой механики, например, уравнение Шрёдингера фактически сохраняет вид классического волнового уравнения, но наделяет его компоненты новым физическим смыслом. Расширение граничных или предельных условий широко используется в общей теории относительности, космологии.

## Принципы
В разработке новых математических гипотез основную роль играет интуиция исследователя, при этом отмечается ряд общих принципов, согласно которым в теоретической физике разрабатываются математические гипотезы.
Согласно принципу соответствия, из математической гипотезы в частном или предельном её случае должна выводиться уже известная закономерность. Принцип инвариантности накладывает требование общности, неизменности закона по отношению к координатным заменам и геометрическим преобразованиям, принятым в той или иной области в качестве стандартных (например, преобразованиям Лоренца в системах, использующим псевдоевклидовы пространства в качестве модели пространства-времени). Принцип соблюдения некоторой системы законов сохранения накладывает ограничение по сохранению ряда фундаментальных закономерностей. Согласно принципу причинности, явление может зависеть только от явлений, предшествующих ему во времени. Принцип простоты и стройности предписывает предпочитать достаточно простые, лаконичные, логически строгие, симметричные закономерности, не содержащие сложных компонент (таких, как производные больших порядков, высокие степени).